# Alain Oreille
Alain Oreille foi um piloto de ralis francês, as suas equipes foram a Renault, o seu primeiro rali foi o de Córsega em 1984 e o último foi o do País de Gales em 1995.